# Catherine Mardon
Catherine Mardon é uma escritora, ativista e advogada Canadense.

## Biografia
Catherine Mardon nasceu em Oklahoma, mas passou muitos anos morando em São Petersburgo, na Flórida. Ela atualmente mora no Canadá. Sua formação acadêmica inclui um grau de bacharelado em Ciência na Agricultura na Universidade do Estado de Oklahoma, um Juris Doctor da Universidade de Oklahoma, e um bacharelado em Arte na Universidade Newman. Ela fez Mestrado em Estudos Teológicos no Newman Theological College, em Edmonton, Alberta, Canadá. Mardon é uma ativista social determinada, tendo trabalhado para os agricultores familiares, com organizações ecumênicas, para os sem-teto, e como palestrante em questões de justiça social. Ela foi admitida no Oklahoma Bar, em 1988. A sua atuação jurídica também incluiu o trabalho no tribunal arquidiocesano, apelações de pena de morte e uma variedade de ações para a baixa renda. Mardon também é uma instrutora de mediação experiente, responsável pelo recrutamento, treinamento, supervisão e avaliação de mais de 180 mediadores voluntários.

### Vida pessoal
Depois de sofrer uma lesão que a deixou incapacitada, ela se tornou uma defensora das pessoas com deficiência. Atualmente, ela é casada com o colega escritor e ativista Austin Mardon, e co-escreveu vários livros com ele.

## Prêmios e horarias
- Regent’s Distinguished Scholar - Oklahoma State University
- Dame Commander in the Order of St. Sylvester, a Papal Knighthood
- Marian Medal - National Conference of Catholic Bishops
- Queen Elizabeth II Diamond Jubilee Medal (2012)
- Diocesan Officer - Catholic Women’s League
- Edmonton Arquidiocese
- 2016 True Grit Award - The Lieutenant Governor of Alberta's Circle on Mental Health and Addiction[11]
- Former President – Catholic Women’s League, St. Alphonsus, Edmonton
- Former President – Veterans of Foreign Wars Auxiliary